# Roland Weigert
Roland Weigert (* 5. März 1968 in Hohenwart) ist ein deutscher Politiker (Freie Wähler). Seit dem 5. November 2018 ist er Mitglied des Bayerischen Landtags. Von 2018 bis 2023 war er Staatssekretär im Bayerischen Staatsministerium für Wirtschaft, Landesentwicklung und Energie. Von 2008 bis 2018 war er Landrat des Landkreises Neuburg-Schrobenhausen.

## Werdegang
Weigert ist in Hohenried, Gemeinde Brunnen, als 4. Kind der Eheleute Bernhard und Anni Weigert aufgewachsen. Er schloss die Franz-von-Lenbach-Realschule in Schrobenhausen mit der Mittleren Reife ab. Danach absolvierte er eine Ausbildung als Groß- und Außenhandelskaufmann und arbeitete in der Folge in seinem BayWa-Ausbildungsbetrieb Neuburg als Angestellter im Agrarhandel. Auf dem zweiten Bildungsweg legte er an der Berufsoberschule Ingolstadt das Abitur ab. Von 1990 bis 1999 diente er in der Laufbahn der Truppenoffiziere innerhalb der Bundesluftwaffe in diversen Verwendungen, darunter im Objektschutz, der ABC-Abwehr, in Stabsverwendungen, in der Ausbildung des Führungskräftenachwuchses sowie im Prüfwesen. Während dieser Zeit studierte er von 1991 bis 1995 Wirtschafts- und Organisationswissenschaften an der Universität der Bundeswehr in München mit den Schwerpunkten Marketing und Controlling und schloss als Diplom-Kaufmann (Univ.) ab.
Ab 1999 war er Wirtschaftsreferent des Landkreises Neuburg-Schrobenhausen und von 2006 an Pressesprecher des Landratsamtes. Bei der Kommunalwahl im März 2008 wurde er im Stichwahlgang am 16. März 2008 mit 65,1 Prozent der Stimmen zum Landrat von Neuburg-Schrobenhausen gewählt und am 16. März 2014 im ersten Wahlgang mit 58,3 Prozent der Stimmen für weitere sechs Jahre im Amt bestätigt, die er vorzeitig am 5. November 2018 beendete.
Weigert ist als Nachrücker Kreistagsmitglied und seit seiner Vereidigung am 21. Februar 2019 ordentliches Mitglied im Kreistag des Landkreises Neuburg-Schrobenhausen. Bei den Kommunalwahlen in Bayern am 15. März 2020 wurde er zum ordentlichen Mitglied des Gemeinderates Karlshuld gewählt.
Weigert wurde am 16. Februar 2018 als Direktkandidat der Freien Wähler im Stimmkreis 125 Neuburg-Schrobenhausen für die Landtagswahl in Bayern 2018 nominiert. Er kandidierte außerdem auf Platz 6 der FW-Liste für den Wahlkreis Oberbayern. Weigert konnte bei der Wahl mit 28,7 Prozent bayernweit das beste prozentuale Erststimmenergebnis der Freien Wähler erzielen und mit den fünftmeisten Stimmen (16.815 Erst- und 5.349 Zweitstimmen) von acht gewählten Bewerbern der Freien Wähler in Oberbayern in den Landtag einziehen. Er war vom 12. November 2018 bis zum 8. November 2023 im Kabinett Söder II Staatssekretär für Wirtschaft, Landesentwicklung und Energie. In diesem Amt folgte ihm Tobias Gotthardt nach.
Bei der Landtagswahl in Bayern am 8. Oktober 2023 errang Weigert neben Hubert Aiwanger eines von zwei Direktmandaten für die Freien Wähler.
Am 11. Dezember 2020 wurde Weigert zum Vizepräsidenten des Landesjagdverbandes Bayern (BJV) gewählt. Am 2. April 2022 wurde er auf dem Landesjägertag in Augsburg in Abwesenheit bei der dortigen regulären Neuwahl des Präsidiums in seinem Amt bestätigt.
Anlässlich der Wahl des Bundespräsidenten am 13. Februar 2022 in Berlin war Weigert stimmberechtigtes Mitglied der 17. Bundesversammlung.
Am 5. Juli 2023 wurde Weigert mit dem Bayerischen Verdienstorden ausgezeichnet.
Roland Weigert ist seit 2006 verheiratet und wohnt im Karlshulder Ortsteil Kleinhohenried. Er ist römisch-katholischer Konfession.